# Liste des maires de Châteaulin
La liste des maires de Châteaulin présente la liste des maires de la commune française de Châteaulin, située dans le département du Finistère en région Bretagne.

## Liste des maires

### Entre 1790 et 1944
| Période          | Période            | Identité                                | Étiquette                | Qualité |
| ---------------- | ------------------ | --------------------------------------- | ------------------------ | --- |
| mars 1790        | novembre 1791      | Guillaume L'Haridon                     |                          | |
| novembre 1791    | août 1794          | Guillaume François de La Roque Trémaria |                          | Ancien commandant de la garde nationale Surnommé "maire caméléon" par l'historien Guy Leclerc                                  |
| 21 mars 1795     | novembre 1795      | Jean-Marie Le Golias de Rosgrand        |                          | Avocat Ancien député aux États généraux de 1789 puis à l'Assemblée constituante                                                |
| 1795             | 1800               | M. Lelièvre                             |                          | Président de l’Assemblée municipale                                                                                            |
| 1800             | 1808               | Guillaume François de La Roque Trémaria |                          | |
| 1808             | 1811               | Louis Cosmao                            |                          | Notaire et juge au tribunal de Châteaulin                                                                                      |
| 1811             | 1817               | Jacques Le Tourneur                     |                          | Employé puis receveur des fermes du roi, receveur principal des douanes royales à Lorient                                      |
| 1er octobre 1817 | 3 juin 1818        | Henry Le Ster                           |                          | Avoué Démissionnaire |
| 3 juin 1818      | 22 janvier 1826    | Armand Le Traon de Belley               |                          | Officier de marine en retraite Démissionnaire                                                                                  |
| 22 janvier 1826  | juillet 1830       | Emmanuel Revault                        |                          | Notaire Démissionnaire |
| 11 juillet 1830  | 11 octobre 1830    | M. Le Montagner                         |                          | Docteur-médecin Démissionnaire                                                                                                 |
| 11 octobre 1830  | 1835               | Gabriel Le Marc'hadour                  |                          | Notaire royal Conseiller d'arrondissement                                                                                      |
| 1835             | 17 octobre 1848    | Emmanuel Revault                        |                          | Notaire Conseiller d'arrondissement (1833 → 1848)                                                                              |
| 17 octobre 1848  | 4 décembre 1858    | Joseph Durest-Le Bris                   |                          | Négociant |
| 12 janvier 1859  | 20 septembre 1865  | Jules Le Bretton                        |                          | Docteur-médecin |
| 14 octobre 1865  | 10 février 1881    | Armand Chauvel                          |                          | Négociant Conseiller d'arrondissement                                                                                          |
| 11 février 1881  | 8 mai 1896         | Corentin Halléguen                      | Républicain              | Avoué Sénateur du Finistère (1894 → 1899) Conseiller général de Châteaulin (1883 → 1899)                                       |
| 8 mai 1896       | 23 février 1903    | Armand Gassis                           | Républicain Progressiste | Architecte, entrepreneur de travaux publics Sénateur du Finistère (1903 → 1912) Conseiller général de Châteaulin (1899 → 1907) |
| 29 mars 1903     | 19 mai 1929        | Théodore Halléguen                      | Gauche radicale          | Président honoraire de tribunal civil Député du Finistère (1906 → 1910) Fils de Corentin Halléguen                             |
| 19 mai 1929      | 1er septembre 1944 | Noël L'Haridon                          |                          | Agent général de la Caisse d'épargne Conseiller général de Châteaulin (1937 → 1940)                                            |

### Depuis 1944
Depuis la Libération, six maires se sont succédé à la tête de la commune.
| Période            | Période      | Identité                    | Étiquette       | Qualité |
| ------------------ | ------------ | --------------------------- | --------------- | --- |
| 1er septembre 1944 | 19 mai 1945  | Noël L'Haridon              |                 | Agent général de la Caisse d'épargne Président de la délégation spéciale                                                                                                   |
| 19 mai 1945        | 26 mars 1971 | Hervé Mao                   | SFIO puis PS    | Inspecteur central des PTT Résistant Libération-Nord et FFI Député du Finistère (1956 → 1958)                                                                              |
| 26 mars 1971       | 13 mars 1983 | Jacques Le Guyader-Desprées | UDF-PR          | Notaire (1975) |
| 13 mars 1983       | 18 juin 1995 | Hervé Tinevez               | RPR             | Vétérinaire Adjoint au maire (1971 → 1983) Conseiller général de Châteaulin (1988 → 1994) Conseiller régional de Bretagne (1986 → 1992) Président de la CCBC (1994 → 1995) |
| 18 juin 1995       | 21 mars 2008 | Yolande Boyer               | PS              | Professeure d'espagnol Sénatrice du Finistère (1998 → 2008) Conseillère régionale de Bretagne (1986 → 1992 et 1998)                                                        |
| 21 mars 2008       | En cours     | Gaëlle Nicolas,             | DVD puis UMP-LR | Avocate Conseillère régionale de Bretagne (2010 → ) Présidente de la CCPCP (2017 → ) Vice-présidente de l'AMF29 Réélue pour le mandat 2020-2026                            |

## Conseil municipal actuel
Les 29 sièges composant le conseil municipal ont été pourvus le 15 mars 2020 lors du premier tour de scrutin. Actuellement, il est réparti comme suit :